# Exoneura botanica
Exoneura botanica là một loài Hymenoptera trong họ Apidae. Loài này được Cockerell mô tả khoa học năm 1905.